# Тактична група «Реванш»
«Реванш» — добровольчий батальйон створений у Києві та Харкові з перших днів повномасштабної російсько-української війни з активістів та прихильників громадської організації Традиція і Порядок.

## Історія
Реваншисти з перших днів повномасштабного вторгнення стали на оборону столиці. Брали участь в захисті українських міст і сіл, посилювали контрнаступ бригад ЗСУ та підрозділів ГУР на російські позиції, аж до повного визволення області. Бійці підрозділу безпосередньо брали участь у боях за село Мощун, Рудницьке, Лук‘янівку.
26 березня 2022 року Реваншисти разом з ЗСУ та добровольчими підрозділами завзято вибили негідників з Лук'янівки та закріпилися на зайнятих позиціях:
|  | Ворог чинив спротив, але не витримав натиску українських сил. Протягом операції загарбник втратив більше двадцяти одиниць важкої техніки. Два танки були захоплені і, відтепер, працюватимуть на нас. |

Того ж дня бійцями батальйону в полон було взято ворожого снайпера:
|  | 20-ти річний контрактник представився бійцем 2-го полку радіаційного, хімічного та біологічного захисту (РХБЗ). Забагато тиловиків та рхбзшників останнім часом. Втім, ми змогли роздобути й документообіг ворожих командирів. Справжнє місце служби окупанта уточнюється. |

Підрозділ брав участь у визволенні села Вільхівка на Харківщині. У бою було знищено близько 70 окупантів, 27 взяли у полон. КШМ та МТЛБ дісталися українським силам як трофеї.
Згодом підрозділ брав участь у боях за південь та схід.
У липні 2024 підрозділ брав участь у битві за Часів Яр. Командир Богдан Ходаковський повідомив, що ворог контролює мікрорайон канал, але сили оборони не дозволяють противнику перейти канал Сіверський Донець—Донбас
З літа по осінь 2024 бійці Тактичної Групи «Реванш» виконували чергове бойове завдання в районі населеного пункту Липці Харківської області. В результаті операції було звільнено 400 гектарів українських лісів, зупинено наступ ворога з даного напрямку. Завдяки рішучим діям підрозділів «Реваншу», суміжні підрозділи суттєво зміцнили оборонні рубежі, а також мають часткове просування на цій ділянці фронту.
В листопаді 2024 року, підрозділ брав участь в штурмових діях поряд населеного пункту Камʼянське, Запорізької області. В результаті операції було знищено наступальний потенціал ворога, та зруйновано спроби наступу на місто Запоріжжя. Вкотре Тактична Група «Реванш» здійснила одне з небагатьох просувань Сил Оборони України за 2024 рік

## Відомі бійці
- Михайлюта Олег Ігорович «Фагот» — український співак, разом із Фоззі є вокалістом хіп-хоп-гурту ТНМК.[8][9]

## Втрати

### 2022
- 25 березня 2022 — Кириченко Дмитро Володимирович («Кіріч»). 9 листопада 1996, селище Чоповичі. Командир 1-го взводу, 1-шої роти. Загинув під час звільнення від окупантів села Лук'янівка на Київщині[10].
- 2 липня 2022 — Гаврилів Петро («Поло»). 9 липня 2000. Загинув під час виконання бойового чергування.[11]

### 2023
- 7 червня 2023 — Шеремет Руслан Русланович. 29 жовтня 1995, селище Чоповичі. Залишилися бабуся, батьки та юна сестричка[12][13].
- 14 липня 2023 — Власенко Анатолій («Ток»). 14 червня 2004, м. Добропілля Донецької області. Загинув біля села Підстепне від мінометного обстрілу[14].
- 14 липня 2023 — Іллюк Роман («Хімік»). 10 липня 2001, с. Малий Олексин. Загинув біля села Підстепне від мінометного обстрілу[15].
- 14 липня 2023 — Смірнов Олег («Кекс»). 23 березня 2004, м. Вінниця. Загинув біля села Підстепне від мінометного обстрілу[16].
- 6 серпня 2023 — Сенюк Богдан Олегович («Баґдад»). 15 березня 2001, м. Івано-Франківськ. Загинув на лівому березі Дніпра між селами Підстепне та Козачі Лагері на Херсонщині[17].
- 6 серпня 2023 — Воронов Олексій Васильович («Фітнес») 8 березня 2003, м. Балаклія, Харківщина. Загинув на лівому березі Дніпра між селами Підстепне та Козачі Лагері на Херсонщині[18]
- 6 серпня 2023 — Онищенко Владислав («Поет») 11 жовтня 2001, м. Кропивницький. Загинув на лівому березі Дніпра між селами Підстепне та Козачі Лагері на Херсонщині[19]
- 6 серпня 2023 — Сіваш Антон («Чівас») 27 вересня 1998, м. Вінниця. Загинув на лівому березі Дніпра між селами Підстепне та Козачі Лагері на Херсонщині[20]
- 7 серпня 2023 — Єсипенко Євгеній («Джексон»). 28 грудня 1998, с. Комарівка Борзнянської громади. Брав участь у боях за Бучу, Ірпінь, Бахмут та острів Зміїний. Загинув 7 серпня 2023 року під час виконання чергового бойового завдання на Херсонщині[21].

### 2024
- 1 вересня 2024 — Осуховський Данило Олександрович («Купер»). 13 серпня 2003, с. Крюківщина. Загинув на Харківщині[22]
- 21 вересня 2024 — Шатило Антон («Сміт»). 21 червня 1983. Загинув під час наступальних дій
- 21 вересня 2024 — Худяков Руслан («Батурин»). 5 листопада 1976. Загинув під час виконання бойового завдання стікши кров'ю затягуючи турнікет побратиму
- 21 вересня 2024 — Колбасинський Артем («Денсер»). 25 лютого 2000. Загинув під час виконання бойового завдання[23]
- 22 грудня 2024— Матвій Волобуєв («Буєв»). 30.10.2003. 22-го грудня, вранці, ворожа група змогла прорватися до передових позицій нашого підрозділу. В бій пішли гранати та стрілецька зброя, в ході запеклого та надзвичайно жорсткого протистояння, російські солдати були перебиті. На жаль, свою лицарську смерть знайшов звитяжний Матвій.

### 2025
- 8 січня 2025 — Олександр Явнюк («Мекс»). Загинув під час чергової евакуації поранених. Серце молодого воїна зупинилося на полі бою.
- 10 січня 2025 — Валерій Потоскуєв («Атом»). Останній бій воїна завʼязався на короткій дистанції до противника. У хід пішла стрілецька зброя. Рятуючи життя своїх товаришів, Валерій загинув сам.
- 10 січня 2025 — Владислав Коваленко («Ворон»). Під час спроби врятувати життя товариша, завʼязався стрілецький бій на короткій дистанції. Владислав отримав кульові поранення не сумісні з життям.
- 11 січня 2025 — Джулай Олександр («Юнгер»). Рятуючи життя товариша, вступив у бій з передовою групою противника та отримав кульові поранення несумісні з життям.
- 13 квітня 2025 — Іван Нерета («Квітан»). Здобув вічне життя у бою, отримавши не сумісне з життям поранення, внаслідок влучання ворожого FPV-дрону.
- 13 квітня 2025 — Дмитро Собчук («Борсук»). Загинув 13 квітня 2025 року поруч зі своїм побратимом, внаслідок ураження ворожим FPV-дроном.
- 12 червня 2025 — Родіон Пустовий. 1.07.1999, м. Львів [24]